# Coming Back to Life
Coming Back to Life è un brano musicale del gruppo musicale britannico Pink Floyd, contenuto nell'album The Division Bell. È stato scritto e arrangiato interamente da David Gilmour.

## Il brano
Il brano composto da David Gilmour è dedicato alla moglie, Polly Samson.
La canzone, eseguita in Do maggiore, si apre con una esecuzione del sintetizzatore, che lentamente si trasforma in un assolo di chitarra molto nitido. L'assolo prosegue su un ritmo lento e delicato, accompagnato dalle prime strofe cantate da Gilmour.
Dopo circa due minuti e mezzo, l'andamento cambia e diviene più ritmato, accompagnato dalla batteria e dal basso. Le strofe cantate si intervallano agli assoli di chitarra, fino alla conclusione del brano. L'ultimo minuto e mezzo è caratterizzato dall'assolo finale di chitarra.

### Esecuzioni dal vivo
Una versione dal vivo del brano è stata inserita come b-side del singolo Wish You Were Here (Live).
Coming Back to Life fa parte anche dell'album dal vivo Pulse. La versione audio è tratta da un'esecuzione diversa rispetto a quella inserita nel film omonimo.
Il brano, nella versione solista di David Gilmour, è contenuto anche nei DVD live David Gilmour in Concert e Remember That Night: Live at the Royal Albert Hall, nell'edizione deluxe di Live in Gdańsk e nel Live at Pompeii del 2017

## Formazione
- David Gilmour - voce, chitarra
- Richard Wright - sintetizzatore Kurzweil, Organo Hammond
- Nick Mason - batteria, percussioni

Altri musicisti
- Guy Pratt - basso
- Jon Carin - tastiera